# Emanuela Galliani
Emanuela Galliani (...) è un'astronoma amatoriale italiana.
Il Minor Planet Center le accredita la scoperta dell'asteroide 23571 Zuaboni effettuata il 1º gennaio 1995 in collaborazione con Marco Cavagna.